# اولاد عدی قباله
اولاد عدی قباله (به عربی: أولاد عدی القبالة) یک شهرداری در الجزایر است که در استان مسیله واقع شده‌است. اولاد عدی قباله ۲۲٬۳۶۹ نفر جمعیت دارد.